# Julius Bomholt Prisen
Julius Bomholt Prisen - eller Kulturministeriets forskningspris - er en forskningspris der uddeles som anerkendelse og fejring af en fremragende forskningsindsats på Kulturministeriets vegne.
Prisen uddeltes første gang i 2012 hvor prismodtagerne fra Nationalmuseet, modtog tre kunstværker. Siden 2013 har prismodtagerne modtaget en bronzemedalje udfærdiget af billedkunstneren Morten Stræde hvor prismodtagerens navn og årstal indgraveres.
Ideen med prisen, der er opkaldt efter Danmarks første kulturminister, Julius Bomholt, er at øge fokus på kulturområdet og motivere forskningsindsatsen på de forskende institutioner.
I oktober 2019 besluttede den socialdemokratiske kulturminister at afskaffe prisen.[kilde mangler]

## Prismodtagere
Siden prisen første gang blev uddelt i 2012 har følgende modtaget Julius Bomholt Prisen:
- 2012: - Hans Christian Gulløv, Einar Lund Jensen og Kristine Raahauge - for bogen Cultural Encounters at Cape Farewell, Museum Tusculanums Forlag, 2011 [1]
- 2013: - John T. Lauridsen - for bogserien om Werner Bests korrespondance med Auswärtiges Amt og andre tyske akter vedrørende besættelsen af Danmark 1942-1945, bind 1-10
- 2014: - Karl Peder Pedersen - for disputatsen Kontrol over København - Studier i den sene enevældes sikkerhedspoliti 1800-48, Syddansk Universitetsforlag 2014
- 2015: - Peter Birkelund - for bogen Sabotør i Holger Danske
- 2016: - Annette Hoff - for bogserien Nydelsesmidlernes Danmarkshistorie
- 2017: - Ernst Albin Hansen - for disputatsen On voluntary rhythmic leg movement behaviour and control during pedalling
- 2018: - Bjarne Grønnow - for disputatsen The Frozen Saqqaq Sites of Disko Bay, West Greenland [2]
- 2019: - Palle Eriksen og Per Ole Rindel - for bogen Lange linjer i landskabet-Hulbælter fra jernalderen
- 2020: - Henrik Skov Kristensen - for sit videnskabelige arbejde om det tyske mindretal i Sønderjylland [3]